# Alberto di Württemberg
Alberto di Württemberg (Albrecht Maria Alexander Philipp Joseph von Württemberg; Vienna, 23 dicembre 1865 – Altshausen, 31 ottobre 1939) è stato un generale tedesco, feldmaresciallo e capo della casata del Württemberg.

## Biografia
Era il figlio maggiore del duca Filippo di Württemberg e dell'arciduchessa Maria Teresa d'Asburgo-Teschen, figlia di Alberto d'Asburgo-Teschen.

### Matrimonio

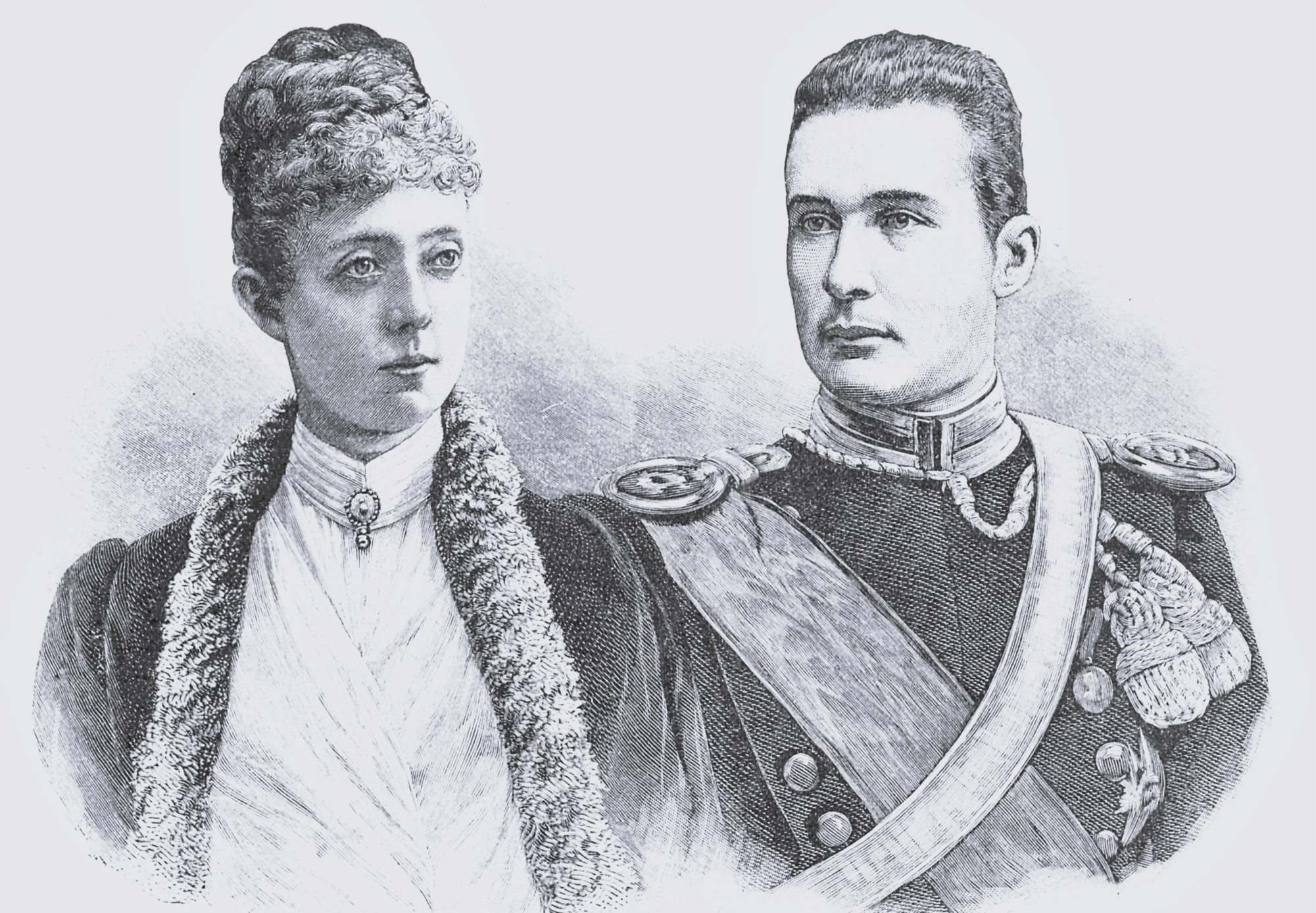
Alberto del Württemberg e sua moglie, Margherita d'Asburgo-Lorena

Il 21 gennaio 1893 sposò a Vienna l'arciduchessa Margherita Sofia d'Asburgo-Lorena (1870-1902), figlia di Carlo Ludovico d'Asburgo-Lorena e di Maria Annunziata di Borbone-Due Sicilie. Ebbero sei figli:
- Filippo Alberto di Württemberg (1893-1975);
- Alberto Eugenio del Württemberg (8 gennaio 1895-24 giugno 1954); sposò la principessa Nadežda di Bulgaria;
- Carlo Alessandro del Württemberg (12 marzo 1896-27 dicembre 1964);
- Maria Amalia del Württemberg (15 agosto 1897-13 agosto 1923);
- Maria Teresa del Württemberg (16 agosto 1898-26 marzo 1928);
- Margherita Maria del Württemberg (4 gennaio 1902-22 aprile 1945).

### Prima guerra mondiale
Allo scoppio della prima guerra mondiale Alberto ebbe il comando della 4ª Armata tedesca, che guidò nella battaglia delle Frontiere dell'agosto 1914; dopodiché prese parte alla prima battaglia della Marna. Nell'ottobre dello stesso anno la 4ª Armata venne trasferita nelle Fiandre e partecipò alla battaglia dell'Yser.
Ebbe il comando generale delle forze tedesche durante la seconda battaglia di Ypres, che vide per la prima volta l'uso su vasta scala dell'arma chimica.
Fu decorato con l’Ordine Pour le Mérite nell'agosto 1915 e promosso feldmaresciallo nell'agosto 1916. Il neoformato gruppo d'armata Albrecht fu messo ai suoi ordini nel febbraio 1917 e tenne il settore meridionale del fronte occidentale sino all'armistizio del 1918.

### Dopoguerra
Il duca Alberto era divenuto presunto erede al trono del Württemberg in seguito alla morte del padre (avvenuta nell'ottobre 1917) ma, dopo la fine della guerra e la sconfitta, suo cugino Guglielmo abdicò e la rivoluzione tedesca gli impedì di salire al trono. Divenne comunque il capo della casata del Württemberg alla morte di Guglielmo, avvenuta il 2 ottobre 1921.
Alberto morì nel castello di Altshausen nel 1939, con suo figlio Filippo Alberto a succedergli come capo della casata.
Ai suoi funerali non furono presenti gli alti gradi dell'apparato nazista, essendo la famiglia ben nota per le sue posizioni contrarie al regime. Lo stesso Adolf Hitler mandò appena una corona di fiori.

## Albero genealogico
|                                |                         |                                         | Genitori                                        |  |  | Nonni |  |  | Bisnonni                           |  |  | Trisnonni                          |  |
|                                |                         |                                         |                                                 |  |  |       |  |  | Alessandro Federico di Württemberg |  |  | Federico II Eugenio di Württemberg |  |
|                                |                         |                                         |                                                 |  |  |       |  |  | Alessandro Federico di Württemberg |  |  | Federico II Eugenio di Württemberg |  |
|                                |                         | Federica Dorotea di Brandeburgo-Schwedt |                                                 |  |  |       |  |  | Alessandro Federico di Württemberg |  |  |                                    |  |
| Alessandro di Württemberg      |                         |                                         |                                                 |  |  |       |  |  | Alessandro Federico di Württemberg |  |  |                                    |  |
|                                |                         | Antonietta di Sassonia-Coburgo-Saalfeld | Francesco Federico di Sassonia-Coburgo-Saalfeld |  |  |       |  |  |                                    |  |  |                                    |  |
|                                |                         | Antonietta di Sassonia-Coburgo-Saalfeld | Francesco Federico di Sassonia-Coburgo-Saalfeld |  |  |       |  |  |                                    |  |  |                                    |  |
|                                |                         | Antonietta di Sassonia-Coburgo-Saalfeld | Augusta di Reuss-Ebersdorf                      |  |  |       |  |  |                                    |  |  |                                    |  |
| Filippo di Württemberg         |                         | Antonietta di Sassonia-Coburgo-Saalfeld |                                                 |  |  |       |  |  |                                    |  |  |                                    |  |
|                                |                         | Luigi Filippo di Francia                | Luigi Filippo II di Borbone-Orléans             |  |  |       |  |  |                                    |  |  |                                    |  |
|                                |                         | Luigi Filippo di Francia                | Luigi Filippo II di Borbone-Orléans             |  |  |       |  |  |                                    |  |  |                                    |  |
|                                |                         | Luigi Filippo di Francia                | Luisa Maria Adelaide di Borbone-Penthièvre      |  |  |       |  |  |                                    |  |  |                                    |  |
| Maria d'Orléans                |                         | Luigi Filippo di Francia                |                                                 |  |  |       |  |  |                                    |  |  |                                    |  |
|                                |                         | Maria Amalia di Borbone-Due Sicilie     | Ferdinando I delle Due Sicilie                  |  |  |       |  |  |                                    |  |  |                                    |  |
|                                |                         | Maria Amalia di Borbone-Due Sicilie     | Ferdinando I delle Due Sicilie                  |  |  |       |  |  |                                    |  |  |                                    |  |
|                                |                         | Maria Amalia di Borbone-Due Sicilie     | Maria Carolina d'Asburgo-Lorena                 |  |  |       |  |  |                                    |  |  |                                    |  |
| Alberto del Württemberg        |                         | Maria Amalia di Borbone-Due Sicilie     |                                                 |  |  |       |  |  |                                    |  |  |                                    |  |
|                                | Carlo d'Asburgo-Teschen | Leopoldo II d'Asburgo-Lorena            |                                                 |  |  |       |  |  |                                    |  |  |                                    |  |
|                                | Carlo d'Asburgo-Teschen | Leopoldo II d'Asburgo-Lorena            |                                                 |  |  |       |  |  |                                    |  |  |                                    |  |
|                                | Carlo d'Asburgo-Teschen | Maria Luisa di Borbone-Spagna           |                                                 |  |  |       |  |  |                                    |  |  |                                    |  |
| Alberto d'Asburgo-Teschen      | Carlo d'Asburgo-Teschen |                                         |                                                 |  |  |       |  |  |                                    |  |  |                                    |  |
|                                |                         | Enrichetta di Nassau-Weilburg           | Federico Guglielmo di Nassau-Weilburg           |  |  |       |  |  |                                    |  |  |                                    |  |
|                                |                         | Enrichetta di Nassau-Weilburg           | Federico Guglielmo di Nassau-Weilburg           |  |  |       |  |  |                                    |  |  |                                    |  |
|                                |                         | Enrichetta di Nassau-Weilburg           | Luisa Isabella di Kirchberg                     |  |  |       |  |  |                                    |  |  |                                    |  |
| Maria Teresa d'Asburgo-Teschen |                         | Enrichetta di Nassau-Weilburg           |                                                 |  |  |       |  |  |                                    |  |  |                                    |  |
|                                |                         | Ludovico I di Baviera                   | Massimiliano I Giuseppe di Baviera              |  |  |       |  |  |                                    |  |  |                                    |  |
|                                |                         | Ludovico I di Baviera                   | Massimiliano I Giuseppe di Baviera              |  |  |       |  |  |                                    |  |  |                                    |  |
|                                |                         | Ludovico I di Baviera                   | Augusta Guglielmina d'Assia-Darmstadt           |  |  |       |  |  |                                    |  |  |                                    |  |
| Ildegarda di Baviera           |                         | Ludovico I di Baviera                   |                                                 |  |  |       |  |  |                                    |  |  |                                    |  |
|                                |                         | Teresa di Sassonia-Hildburghausen       | Federico di Sassonia-Altenburg                  |  |  |       |  |  |                                    |  |  |                                    |  |
|                                |                         | Teresa di Sassonia-Hildburghausen       | Federico di Sassonia-Altenburg                  |  |  |       |  |  |                                    |  |  |                                    |  |
|                                |                         | Teresa di Sassonia-Hildburghausen       | Carlotta di Meclemburgo-Strelitz                |  |  |       |  |  |                                    |  |  |                                    |  |
|                                |                         | Teresa di Sassonia-Hildburghausen       |                                                 |  |  |       |  |  |                                    |  |  |                                    |  |